# Шмен-д’Эзе
Шмен-д’Эзе́ (фр. Chemin-d’Aisey) — коммуна во Франции, находится в регионе Бургундия. Департамент коммуны — Кот-д’Ор. Входит в состав кантона Шатийон-сюр-Сен. Округ коммуны — Монбар.
Код INSEE коммуны — 21165.

## Население
Население коммуны на 2010 год составляло 64 человека.
| 1962 | 1968 | 1975 | 1982 | 1990 | 1999 | 2010 |
| ---- | ---- | ---- | ---- | ---- | ---- | ---- |
| 118  | 114  | 83   | 67   | 80   | 70   | 64   |

## Экономика
В 2010 году среди 46 человек трудоспособного возраста (15—64 лет) 33 были экономически активными, 13 — неактивными (показатель активности — 71,7 %, в 1999 году было 57,1 %). Из 33 активных жителей работали 31 человек (18 мужчин и 13 женщин), безработных было 2 (2 мужчин и 0 женщин). Среди 13 неактивных 5 человек были учениками или студентами, 4 — пенсионерами, 4 были неактивными по другим причинам.